# A magyar labdarúgó-válogatott 2012. június 1-i mérkőzése
A magyar labdarúgó-válogatott egyik barátságos mérkőzése Csehország válogatottja ellen 2012. június 1-jén volt. A végeredmény 2–1 lett a magyar csapat javára.

## Előzmények
A cseh labdarúgó-válogatottnak ez volt a harmadik mérkőzése 2012-ben. Február 29-én Írország (1–1), május 26-án Izrael válogatottja ellen léptek pályára (2–1). A cseh válogatott szakmai stábját leginkább az foglalkoztatta a találkozó előtt, hogy a csapatkapitány Tomáš Rosický, pályára léphet-e majd. (Erre végül nem került sor.)
Jó lenne a legjobb összeállításban játszani, de ebben az esetben az a legfontosabb, hogy Tomás rendben legyen, és felkészült legyen az első Eb-meccsre.
A magyar válogatottnak a csehek elleni mérkőzés mindössze a második találkozójuk volt a 2012-es évben. Február 29-én Bulgáriával játszottak (1–1).
Mi nem az Európa-bajnokságra készülünk, számunkra mást jelent így majd ez a találkozó, nekünk már a három őszi vb-selejtező lebeg a szemünk előtt. A csapatunk előre lépett az elmúlt évben, de ez még kevés volt ahhoz, hogy a hollandokat vagy a svédeket megelőzzük a csoportunkban, és kijussunk a 2012-es kontinenstornára. Persze ez nem azt jelenti, hogy ne akarnánk gólokat rúgni és győzni Prágában, és a találkozón jó lehetőségünk lesz új játékosok kipróbálására is.

## Keretek
Michal Bílek május 29-én hirdette ki a végleges, huszonhárom fős cseh keretet az Európa-bajnokságra.
Egervári Sándor május 16-án hirdette ki huszonkét főből álló keretét a csehek, illetve az írek elleni mérkőzésre.
| Csehország             | Csehország | Csehország | Csehország | Csehország            |
| Név                    | Kor        | Vál.       | Gól        | Klub                  |
| ---------------------- | ---------- | ---------- | ---------- | --------------------- |
| Petr Čech              | 30 éves    | 89         | 0          | Chelsea               |
| Jaroslav Drobný        | 32 éves    | 5          | 0          | Hamburger SV          |
| Jan Laštůvka           | 29 éves    | 1          | 0          | Dnyipro               |
| Theodor Gebre Selassie | 25 éves    | 8          | 0          | Slovan Liberec        |
| Roman Hubník           | 27 éves    | 20         | 2          | Hertha BSC            |
| Michal Kadlec          | 27 éves    | 33         | 7          | Bayer Leverkusen      |
| David Limberský        | 28 éves    | 7          | 0          | Viktoria Plzeň        |
| Tomáš Sivok            | 28 éves    | 24         | 3          | Beşiktaş              |
| Marek Suchý            | 24 éves    | 3          | 0          | Szpartak Moszkva      |
| František Rajtoral     | 26 éves    | 1          | 0          | Viktoria Plzeň        |
| Vladimír Darida        | 21 éves    | 1          | 0          | FC Viktoria Plzeň     |
| Tomáš Hübschman        | 30 éves    | 41         | 0          | Sahtar Doneck         |
| Petr Jiráček           | 26 éves    | 6          | 1          | VfL Wolfsburg         |
| Daniel Kolář           | 26 éves    | 9          | 1          | Viktoria Plzeň        |
| Milan Petržela         | 28 éves    | 9          | 0          | Viktoria Plzeň        |
| Václav Pilař           | 23 éves    | 7          | 1          | Viktoria Plzeň        |
| Jaroslav Plašil        | 30 éves    | 70         | 6          | Bordeaux              |
| Jan Rezek              | 30 éves    | 12         | 3          | Anórthoszi Ammohósztu |
| Tomáš Rosický          | 31 éves    | 86         | 20         | Arsenal               |
| Milan Baroš            | 30 éves    | 87         | 40         | Galatasaray           |
| David Lafata           | 30 éves    | 16         | 2          | FK Jablonec           |
| Tomáš Necid            | 22 éves    | 25         | 7          | CSZKA Moszkva         |
| Tomáš Pekhart          | 23 éves    | 9          | 0          | 1. FC Nürnberg        |

| Magyarország     | Magyarország | Magyarország | Magyarország | Magyarország     |
| Név              | Kor          | Vál.         | Gól          | Klub             |
| ---------------- | ------------ | ------------ | ------------ | ---------------- |
| Bogdán Ádám      | 24 éves      | 5            | 0            | Bolton Wanderers |
| Király Gábor     | 36 éves      | 86           | 0            | 1860 München     |
| Megyeri Balázs   | 22 éves      | 0            | 0            | Olimbiakósz      |
| Debreceni András | 23 éves      | 0            | 0            | Budapest Honvéd  |
| Juhász Roland    | 28 éves      | 70           | 5            | Anderlecht       |
| Kádár Tamás      | 22 éves      | 3            | 0            | Newcastle United |
| Korcsmár Zsolt   | 23 éves      | 6            | 0            | Brann            |
| Laczkó Zsolt     | 25 éves      | 18           | 0            | Sampdoria        |
| Mészáros Norbert | 31 éves      | 0            | 0            | Debreceni VSC    |
| Vanczák Vilmos   | 28 éves      | 60           | 2            | Sion             |
| Dzsudzsák Balázs | 25 éves      | 42           | 7            | Gyinamo Moszkva  |
| Gyurcsó Ádám     | 21 éves      | 0            | 0            | Videoton         |
| Hajnal Tamás     | 31 éves      | 47           | 5            | VfB Stuttgart    |
| Halmosi Péter    | 32 éves      | 31           | 0            | Haladás          |
| Koltai Tamás     | 25 éves      | 5            | 0            | Győri ETO        |
| Koman Vladimir   | 23 éves      | 19           | 5            | AS Monaco        |
| Pintér Ádám      | 23 éves      | 8            | 0            | Real Zaragoza    |
| Szakály Péter    | 25 éves      | 0            | 0            | Debreceni VSC    |
| Varga József     | 23 éves      | 11           | 0            | Debreceni VSC    |
| Németh Krisztián | 23 éves      | 5            | 0            | RKC Waalwijk     |
| Szabics Imre     | 31 éves      | 27           | 12           | Sturm Graz       |
| Szalai Ádám      | 24 éves      | 7            | 5            | Mainz 05         |

 megjegyzés: Az adatok a mérkőzés előtti állapotnak megfelelőek!

## Az összeállítások
| 2012. június 1. 19:00 |

| Csehország                      | 1 – 2               | Magyarország                                      |
| ------------------------------- | ------------------- | ------------------------------------------------- |
| Kadlec 25' (11-esből) Pilař 73' | (1 – 1) Jegyzőkönyv | Dzsudzsák 6' Gyurcsó 88' Korcsmár 11' Vanczák 76' |

| Generali Arena, Prága Nézőszám: 17 102 Játékvezető: Lee Probert (angol) |

| Csapatszínek | Csapatszínek | Csapatszínek |
| Csapatszínek |              |              |
| Csapatszínek |              |              |
|              |              |              |
| Csehország   |              |              |

| Csapatszínek | Csapatszínek | Csapatszínek |
| Csapatszínek |              |              |
| Csapatszínek |              |              |
|              |              |              |
| Magyarország |              |              |

| CSEHORSZÁG:          |    |                        |                |
|                      |    |                        |                |
| K                    | 1  | Petr Čech              |                |
| JV                   | 2  | Theodor Gebre Selassie |                |
| V                    | 6  | Tomáš Sivok            | a szünetben    |
| V                    | 3  | Michal Kadlec          | 25' (11-esből) |
| BV                   | 8  | David Limberský        |                |
| VKP                  | 13 | Jaroslav Plašil        | 79'            |
| VKP                  | 19 | Petr Jiráček           | 79'            |
| JSZ                  | 9  | Jan Rezek              | 72'            |
| KTK                  | 18 | Daniel Kolář           | 61'            |
| BSZ                  | 14 | Václav Pilař           | 73'            |
| CS                   | 15 | Milan Baroš            | 61'            |
| Cserék:              |    |                        |                |
| K                    | 16 | Jan Laštůvka           |                |
| V                    | 4  | Marek Suchý            |                |
| V                    | 5  | Roman Hubník           | a szünetben    |
| V                    | 12 | František Rajtoral     | 72'            |
| KP                   | 17 | Tomáš Hübschman        | 79'            |
| KP                   | 22 | Vladimír Darida        | 61'            |
| CS                   | 20 | Tomáš Pekhart          | 61'            |
| CS                   | 21 | David Lafata           | 79'            |
| Szövetségi kapitány: |    |                        |                |
| Michal Bílek         |    |                        |                |

| MAGYARORSZÁG:        |    |                  |          |
|                      |    |                  |          |
| K                    | 1  | Bogdán Ádám      |          |
| JV                   | 3  | Vanczák Vilmos   | 76' 83'  |
| V                    | 5  | Korcsmár Zsolt   | 11'      |
| V                    | 4  | Juhász Roland    | 39'      |
| BV                   | 6  | Laczkó Zsolt     |          |
| VKP                  | 2  | Varga József     |          |
| VKP                  | 8  | Pintér Ádám      |          |
| JSZ                  | 11 | Koltai Tamás     | 65'      |
| KTK                  | 10 | Szakály Péter    | 89'      |
| BSZ                  | 7  | Dzsudzsák Balázs | 6' 90+2' |
| CS                   | 9  | Szalai Ádám      | 89'      |
| Cserék:              |    |                  |          |
| K                    | 12 | Király Gábor     |          |
| K                    | 22 | Megyeri Balázs   |          |
| V                    | 15 | Debreceni András | 90+2'    |
| V                    | 17 | Mészáros Norbert | 39'      |
| KP                   | 13 | Gyurcsó Ádám     | 65' 88'  |
| KP                   | 16 | Halmosi Péter    | 83'      |
| CS                   | 14 | Németh Krisztián | 89'      |
| CS                   | 18 | Szabics Imre     | 89'      |
| Szövetségi kapitány: |    |                  |          |
| Egervári Sándor      |    |                  |          |

## A mérkőzés
A találkozót a prágai Generali Arenában rendezték, 19:00-kor. Az első félidő 6. percében Dzsudzsák Balázs szerezte meg a vendég csapat vezető találatát, egy szabadrúgás után. A 25. percben büntetőt kapott a cseh válogatott, amit Michal Kadlec értékesített. A szünetben 1–1 volt az állás. A második félidőben a folyamatos cserék tördelték a játékot. A 88. percben Gyurcsó Ádám, élete első felnőtt válogatott mérkőzésén megszerezte első találatát is. Dzsudzsák passzát lőtte a cseh kapuba, ezzel kialakítva az 1–2-s végeredményt.
A barátságos találkozón négy játékos is bemutatkozott a magyar A-válogatottban. Szakály Péter kezdőként kapott szerepet, Mészáros Norbert, Gyurcsó Ádám, és Debreceni András csereként léptek pályára.
Rendkívül buta gólt kaptunk, ettől kiestünk a ritmusból, és ez jó lecke nekünk. A magyar csapat a védekezésre koncentrált, fizikálisan nagyon jól felvette a harcot velünk, ráadásul nem hagyott nekünk területet. Nem találtunk megfelelő fegyvert ellenük, több ötlet kellett volna a játékba, gyorsabban kellett volna járatni a labdát, hogy területeket nyissunk. Rosickyvel egyértelműen jobb lesz a támadójáték, hisz ő remekül játszik egy az egyben és a passzaival helyzeteket tud teremteni. Az Eb-nyitányon az oroszok ellen sokkal jobban kell játszanunk. Az összeállításban már csak egy kérdőjel van, a védelemben, illetve Rosicky felépülésére várunk. Azt hiszem, az Eb-n nem találkozunk a magyarokhoz hasonló stílusú válogatottal. Köszönjük a szurkolóknak a búcsúztatást és a remek hangulatot, fantasztikusak voltak.
Fegyelmezett védőjátékkal, okos ritmusváltásokkal tudtuk a magunk javára fordítani a mérkőzést. Természetesen szerettünk volna többet támadni, az ellenfél nagyon ránk erőltette akaratát. Az újoncok jól illeszkedtek be, jó teljesítményt nyújtottak, és meg kell dicsérnem Dzsudzsák Balázst okos góljáért és gyönyörű gólpasszáért.

## Örökmérleg a mérkőzés után
| Csehország | :         | Magyarország |
| ---------- | --------- | ------------ |
| 2          | Győzelem  | 4            |
| 2          | Döntetlen | 2            |
| 18         | Gólok     | 22           |
| 8/24       | Pontok    | 14/24        |
| 33,3       | %         | 58,3         |

## Külső hivatkozások
- A Magyar Labdarúgó-szövetség hivatalos honlapja (magyarul)
- A mérkőzés adatlapja a magyarfutball.hu-n (magyarul)
- A mérkőzés beszámolója a nemzetisport.hu-n (magyarul)
- A mérkőzés beszámolója az origo.hu-n Archiválva 2012. június 4-i dátummal a Wayback Machine-ben (magyarul)